# 2つの小品 (ショスタコーヴィチ)
弦楽四重奏のための2つの小品（作品番号なし）はドミートリイ・ショスタコーヴィチが1931年に作曲した弦楽四重奏曲である。

## 作曲の経緯
この作品は1931年10月31日の晩から翌日にかけて、ハリコフのジャン・ヴィリオム弦楽四重奏団のために作曲され、同団に捧げられた。第1曲「エレジー」は、当時作曲にあたっていた歌劇「ムツェンスク郡のマクベス夫人」の第1幕第3場でカテリーナ・イズマイロヴァが歌うアリアに基づく変奏曲で、第2曲「ポルカ」はバレエ音楽「黄金時代」の「ポルカ」（組曲では第3曲）の編曲である。
批評家のマナシール・ヤクーボフは、「意図的かどうかはともかく、ショスタコーヴィチは彼の音楽性の両極端をここで示した。心に入るような抒情性と強烈でグロテスクな諧謔性である。」と言われた。この作品は一時期楽譜の行方がわからなくなってしまったが、ボロディン弦楽四重奏団によって再発見され、1984年9月20日にアメリカのジョージア州テラヴィの音楽祭において、演奏された。すなわち50年の眠りから醒めたということになる。

## 構成
- 第1曲 エレジー（悲歌）
- 第2曲 ポルカ